# Geminus (cratère)
Geminus est un cratère situé sur la face visible de la lune. Il se situe à proximité des cratères Bernoulli et Burkhard. Il mesure 86 km de diamètre et rend hommage à l'astronome grec Geminos (vers 70 av JC).